# Kawakami (Nagano)
Kawakami (jap. 川上村 Kawakami-mura) – wieś w Japonii, na wyspie Honsiu, w prefekturze Nagano. Według danych na rok 2020 miejscowość zamieszkiwało 4 344 mieszkańców , a gęstość zaludnienia wyniosła 20,7 os./km².